# Barçagate
De zaak I3 Ventures, ook wel bekend als Barçagate of Bartogate, betrof een vermeende lastercampagne tegen FC Barcelona door Josep Maria Bartomeu, die op 17 februari 2020 aan het licht kwam dankzij de journalisten Adrià Soldevila en Sergi Escudero van het programma Què T'hi Jugues op Cadena SER. Het doel van de vermeende lastercampagne was om het imago van FC Barcelona, haar spelers en medewerkers te beschadigen, waaronder die van Lionel Messi, Xavi, Gerard Piqué, Carles Puyol, Pep Guardiola en Joan Laporta.

## Barcagate-zaak
De Barçagate- of Bartogate-zaak draaide om een vermeende lastercampagne tegen FC Barcelona, waarbij het bedrijf I3Ventures.sl zou zijn ingehuurd om via onofficiële clubaccounts op sociale media het imago van toenmalig voorzitter Josep Maria Bartomeu te beschermen en tegelijkertijd bekende spelers, oud-spelers, lokale figuren en pro-onafhankelijkheidsorganisaties aan te vallen, onder wie Lionel Messi, Gerard Piqué, Xavi, Carles Puyol, Pep Guardiola, Víctor Font, Joan Laporta, Jaume Roures, Quim Torra, Carles Puigdemont, Òmnium Cultural, de Assemblea Nacional Catalana en de Democratische Tsunami.
In eerste instantie ontkende de raad van bestuur van FC Barcelona dat ze I3 Ventures hadden ingehuurd voor een socialmediacampagne om het eigen imago te verbeteren en andere profielen aan te vallen. Op de dag van publicatie van de zaak kondigde de toenmalige voorzitter van de club, Bartomeu, echter aan dat ze het contract met I3 Ventures zouden beëindigen. Het contract zou sinds 2017 zijn aangehouden en volgens zijn verklaringen bedoeld zijn om de informatie die over de club werd gepubliceerd op sociale media te monitoren.
Op 1 maart 2021 werden voormalig voorzitter Bartomeu, zijn adviseur, CEO en hoofd juridische diensten van FC Barcelona gearresteerd na een huiszoeking en inbeslagname door de Catalaanse politie. Bartomeu gaf toe dat hij I3 Ventures had ingehuurd om het imago van Barcelona op sociale media te verbeteren, maar ontkende dat hij het plan had de reputatie van personen te schaden. Het bedrijf had 980.000 euro verdiend aan de campagne. FC Barcelona verklaarde dat de gevraagde informatie alleen betrekking had op het contacteren van controlediensten op sociale netwerken.

## Negreira-zaak
Op 15 februari 2023 werd er opnieuw een schandaal geopenbaard dat de naam Barçagate kreeg. Het publiek en de media beschuldigden FC Barcelona ervan betalingen te hebben gedaan aan een bedrijf van de toenmalige vice-voorzitter van de scheidsrechterscommissie (CTA), José María Enríquez Negreira. De zaak Negreira was al enige tijd aan de gang en ging over vermeende betalingen die door de club waren gedaan aan het bedrijf van Negreira.
Opmerkelijk is dat de bedragen waar het om gaat, niet heel hoog zijn. Het gaat om ongeveer 200.000 euro in totaal, verspreid over meerdere betalingen. Toch is de zaak zeer belastend voor de club, omdat het vermoeden bestaat dat deze betalingen werden gedaan in ruil voor gunstige beslissingen van de scheidsrechters tijdens wedstrijden.
Twee dagen later werd er meer informatie vrijgegeven die een brief van Negreira liet zien, die hij op 5 februari 2019 schreef. Hierin dreigde Negreira de illegale activiteiten van FC Barcelona te openbaren als vergelding voor het feit dat de club het contract met zijn bedrijf had beëindigd na een reeks kostenverlagingen.
De brief van Negreira is opmerkelijk, omdat het vermoeden bestaat dat hij FC Barcelona chanteerde met zijn kennis over de illegale activiteiten. De club zou hebben geprobeerd om onder de dreiging van deze onthullingen uit te komen door het contract met Negreira's bedrijf te beëindigen. 